# Pesterzsébeti temető
A Pesterzsébeti temető vagy Erzsébeti temető Budapest szélén Pesterzsébet és Soroksár határán található.
Megközelítése személykocsival, illetve a 36-os vagy a 135-ös busszal történhet. Mindenszentekkor sűrítő járat közlekedik a temető jobb elérése érdekében 36B jelzéssel. A területet a Temetősor és a Könyves, Kő utca fogja közre.

## Története
Erzsébetfalva telepet Budapest vonzáskörzetében 1870. június 14-én alapították és Erzsébet királyné tiszteletére nevezték el. A temető valamikor a 20. század elején jött létre, miután a települést nagyközséggé nyilvánították. Területét 20 holdon alakították ki és ravatalozót is építettek, összesen 50 000 pengőforint költséggel. Az első temetkezési bejegyzések 1916-ból maradtak fenn.
A trianoni békeszerződés után sok betelepülő érkezett, az 1920-as években erősödni kezdett a várossá válás folyamata, így a temetkezés is egyre szervezetebbé vált. Különféle temetkezési egyletek jöttek létre a temetők és a szertartások finanszírozásának segítésére. Ilyen volt pl. az Erzsébetfalvai Gróf Széchenyi Péter Harcos Betegsegélyző és Temetkezési Egylet, a Szent József Temetkezési Egylet, stb.
1950-ben a települést és Soroksárt Budapest 20. kerületeként a fővároshoz csatolták, velük természetesen a temetőt is. Mivel azonban a két települést bő négy évtized alatt sem tudták összeépíteni,  1994-ben Pesterzsébet és Soroksár különvált, de a határukon elterülő létesítmény közös temetővé vált. Igazgatása már sokkal korábban a Fővárosi Temetkezési Intézethez került át. A temető területét többször bővítették, nagyjából 1990-ben érte el mai kiterjedését. Jelenlegi nagysága 23,8 ha (hektár), és mintegy húszezer négyzetméter szilárd útburkolattal rendelkezik.